# 41 Dywizja Pancerna (ZSRR)
41 Dywizja Pancerna (ros. 41-я танковая дивизия) – radziecka dywizja pancerna z  okresu II wojny światowej.
41 Dywizja Pancerna sformowana została w marcu 1941 i stacjonowała we Włodzimierzu Wołyńskim. W czasie napaści wojsk III Rzeszy i jej satelitów na Związek Radziecki wchodziła w skład 22 Korpusu Zmechanizowanego będąc w pełnej gotowości bojowej. Na wyposażeniu posiadała wówczas 415 czołgów, w tym m.in. 342 T-26 i 31 KW-2 oraz 24 działa różnych kalibrów, 628 samochodów ciężarowych i 15 ciągników. W związku z tym, że dywizja poniosła duże straty w wyniku nalotów, ostrzału artyleryjskiego i utopienia części sprzętu na bagnach dowodzący 41 DPanc. płk Pawłow został usunięty ze stanowiska. Uczestnicząc w bitwie w rejonie Dubno – Łuck – Brody przeciw wojskom niemieckim, w tym 14 Dywizji Pancernej, 1 Dywizja Pancerna SS „Leibstandarte SS, 25 Dywizji Piechoty i 113 Dywizją Piechoty poniosła kolejne ciężkie straty. Rozwiązanie 41 DPanc. nastąpiło 9 września 1941.

## Dowódcy 41 Dywizji Pancernej
- płk Piotr Pawłow[4],

## Struktura organizacyjna
- 81 pułk pancerny (81-я танковый полк)
- 82 pułk pancerny (82-я танковый полк)
- 41 pułk piechoty zmotoryzowanej (41-й мотострелковый полк)
- 41 pułk artylerii haubic (41-й гаубичный артиллерийский полк)[5].